# 阿姆巴达
阿姆巴达（Ambada），是印度中央邦Chhindwara县的一个城镇。总人口6895（2001年）。

## 人口
该地2001年总人口6895人，其中男性3703人，女性3192人；0—6岁人口580人，其中男311人，女269人；识字率69.79%，其中男性为77.91%，女性为60.37%。